# Vampires Will Never Hurt You
Vampires Will Never Hurt You è il primo singolo del gruppo musicale My Chemical Romance, estratto dal loro primo album I Brought You My Bullets, You Brought Me Your Love e pubblicato nel 2002.

## Il brano
Il significato del testo della canzone è stata spiegata con la band come una metaforica critica alla società. I "vampiri" rappresentano gli avidi e ambiziosi esseri umani. Gerard Way ha detto che ha usato i vampiri come una metafora per le persone che vogliono utilizzare gli altri per il proprio guadagno.
Gerard ha anche detto che questa canzone, Skylines and Turnstiles e Headfirst for Halos sono le più importanti canzoni dell'album.

## Video musicale
Il videoclip diretto da Mark Debiak vede i My Chemical Romance ermeticamente imballati in una stanza dove si svolgono la canzone in poco colore. Nel video, si può vedere Frank Iero con i dreadlocks e Ray Toro, con i capelli corti rispetto al presente, dove ha i capelli più folti e lunghi. Anche se il video è stato mostrato alla pubblicazione per mostrare i My Chemical Romance del primo album (come risulta dalla registrazione di circolazione), è stato ufficialmente pubblicato solo quando l'album I Brought You My Bullets, You Brought Me Your Love è stato nuovamente pubblicato nel 2005 . La nuova release ha incluso questo video musicale, così come il singolo precedente.

## Tracce
1. Vampires Will Never Hurt You (Rough Mix) - 5:28
2. Skylines and Turnstiles - 3:25
3. Cubicles (Demo) - 3:53

## Formazione
- Gerard Way - voce
- Frank Iero - chitarra, voce
- Ray Toro - chitarra, voce
- Mikey Way - basso
- Matt Pelissier - batteria